# Базијаско (Лоди)
Базијаско је насеље у Италији у округу Лоди, региону Ломбардија.
Према процени из 2011. у насељу је живело 614 становника. Насеље се налази на надморској висини од 68 м.